# Posttravmatska stresna motnja
Posttravmatska stresna motnja (PTSM) je intenzivna tesnobna reakcija, ki je posledica preživetja izjemno hudega dogodka, travme. Nastane kot zakasnel ali podaljšan odziv na izjemno hude stresne in travmatske dogodke. To so lahko naravna katastrofa, fizično ali spolno nasilje, nesreča, smrt bližnje osebe, teroristični napad, vojne travme, mučenje ipd. Ob tem je bila oseba močno prestrašena, doživela je občutke nemoči ali je bila v šoku.
Zanjo je značilno dolgotrajno podoživljanje travmatičnega dogodka bodisi kot pogosto spominjanje, nočne more, "flash back" doživetja ter močni čustveni ali telesni odzivi ob srečanju z ljudmi ali situacijami, ki spominjajo na travmatičen dogodek.

## Vzroki
Raziskovalci so še vedno poskušajo bolje razumeti, kaj je vzrok, da nekdo razvije posttravmatsko stresno motnjo po travmatičnem dogodku. Kot pri večini psihičnih motenj je posttravmatska stresna motnja verjetno posledica kompleksne kombinacije:
- Nagnjenosti k psihičnim motnjam, posebno anksioznosti in depresiji;
- Življenjske izkušnje, vključno z intenziteto in resnostjo travm, ki jim je bila oseba izpostavljena od zgodnjega otroštva;
- Podedovani vidiki osebnosti – temperament;
- Način, kako možgani urejajo živčne prenašalce in hormone, ki jih vaše telo izloča kot odziv na stres.[1]

Motnja lahko nastopi pri v katerikoli starosti. Pri odraslih se pojavi pri približno 8 % populacije, štirikrat pogostejša je pri ženskah. Znaki motnje se pokažejo v približno treh mesecih po travmi, čeprav lahko tudi zakasnijo (celo za več mesecev ali let). Pogosto se motnja začne kot akutna stresna motnja, potem pa se nadaljuje v obliki PTSM.

## Diagnostični kriteriji
- Človek je bil izpostavljen eni izmed travm,
- travmatski dogodek se neprestano podoživlja skozi vsiljive podobe, misli in/ali zaznave (flashbacks),
- oseba ima moraste sanje o stresnem dogodku,
- huda duševna stiska ob soočanju z vsem, kar osebo spominja na stresni dogodek,
- neprestano izogibanje dražljajem, ki so povezani s stresnim dogodkom (npr. človek se trudi, da bi se izognil mislim, povezanim s stresnim dogodkom, krajem ali ljudem, ki ga spominjajo na stresni dogodek),
- simptomi povečane vzburjenosti, ki se lahko kažejo v obliki težav s spanjem, razdražljivosti, izbruhov jeze ali težav s koncentracijo,
- motnja mora trajati najmanj 1 mesec,
- motnja povzroča klinično pomembno duševno stisko in slabo vpliva na človekovo socialno, poklicno ali intimno življenje.[2]

## Diagnoza in zdravljenje
Neprepoznana in nezdravljena PTSM se pogosto prelevi v generalizirano anksioznost, depresijo ali v hujše psihosomatske težave. Zdravljenje je predvsem psihoterapevtsko, za lajšanje simptomov pa se pogosto predpiše tudi antidepresive.